# Ciclismo

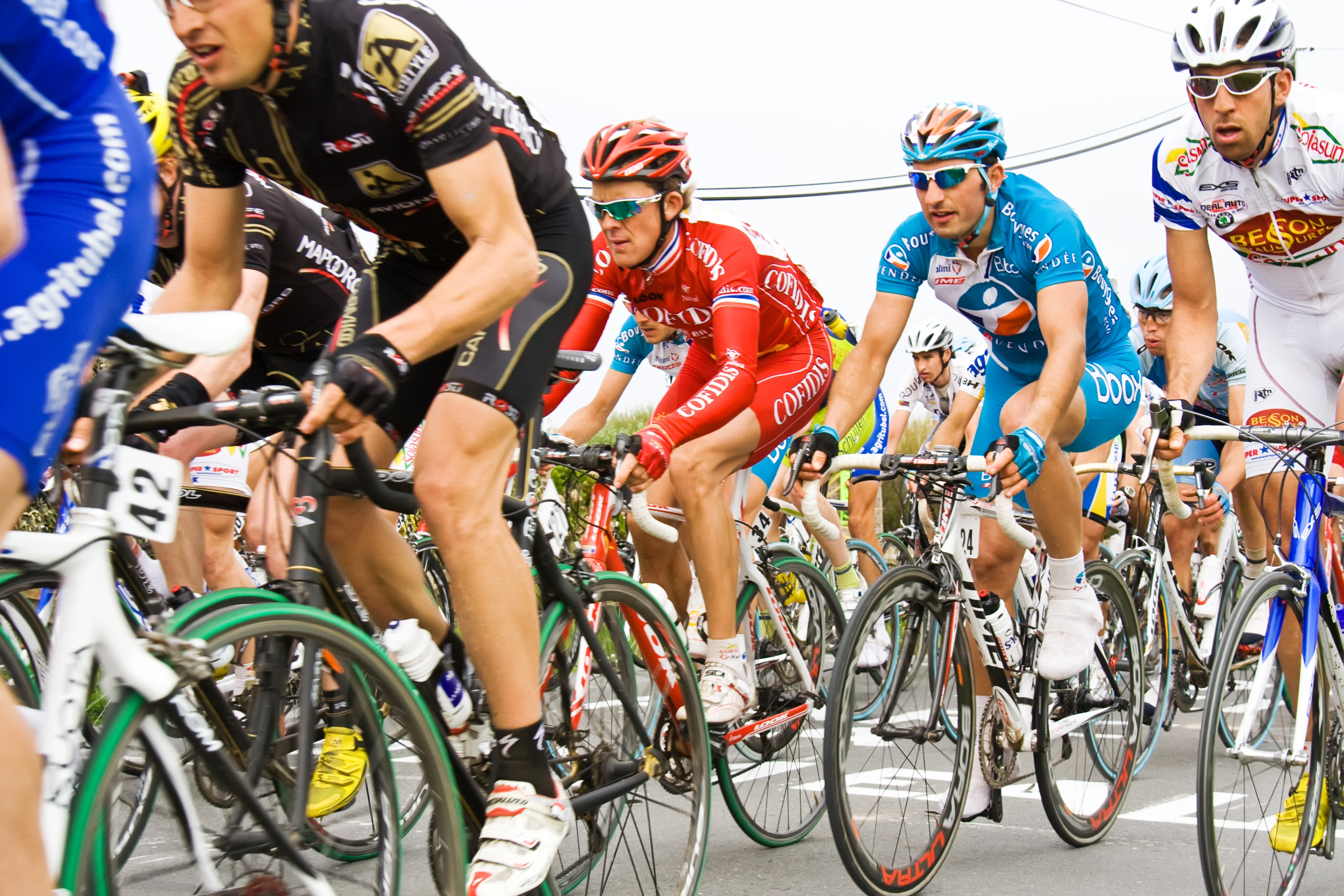
Ciclisti professionisti ritratti durante la Tro-Bro Léon 2009

Per ciclismo si intende l'utilizzo di una bicicletta come mezzo meccanico a scopi differenziati. L'accezione più comune di "ciclismo" è riferita allo sport del ciclismo, ma in realtà lo spettro è più ampio abbracciando anche gli usi trasportistici, quelli ricreativi e cicloturistici e quelli militari.
Il mezzo meccanico ovvero la bicicletta ha cominciato a diffondersi nel XIX secolo e sono circa due miliardi le persone, di ogni età ed estrazione sociale, che nel mondo utilizzano tale veicolo. È il principale mezzo di trasporto in molti paesi in cui la motorizzazione di massa non si è sviluppata a pieno. In altri paesi in cui questo processo è già avvenuto, a causa delle conseguenze negative (congestione, inquinamento, vivibilità), si è avviato un processo di riduzione ed uscita dal trasporto motorizzato. Le primissime gare ufficiali si sono svolte nel 1868. Gli europei, gli inglesi e i francesi vi hanno preso parte. In uno dei parchi della capitale francese, era necessario guidare per due chilometri. Successivamente, hanno iniziato a condurre gare di lunga distanza e sviluppare il campo del ciclismo.

## Storia

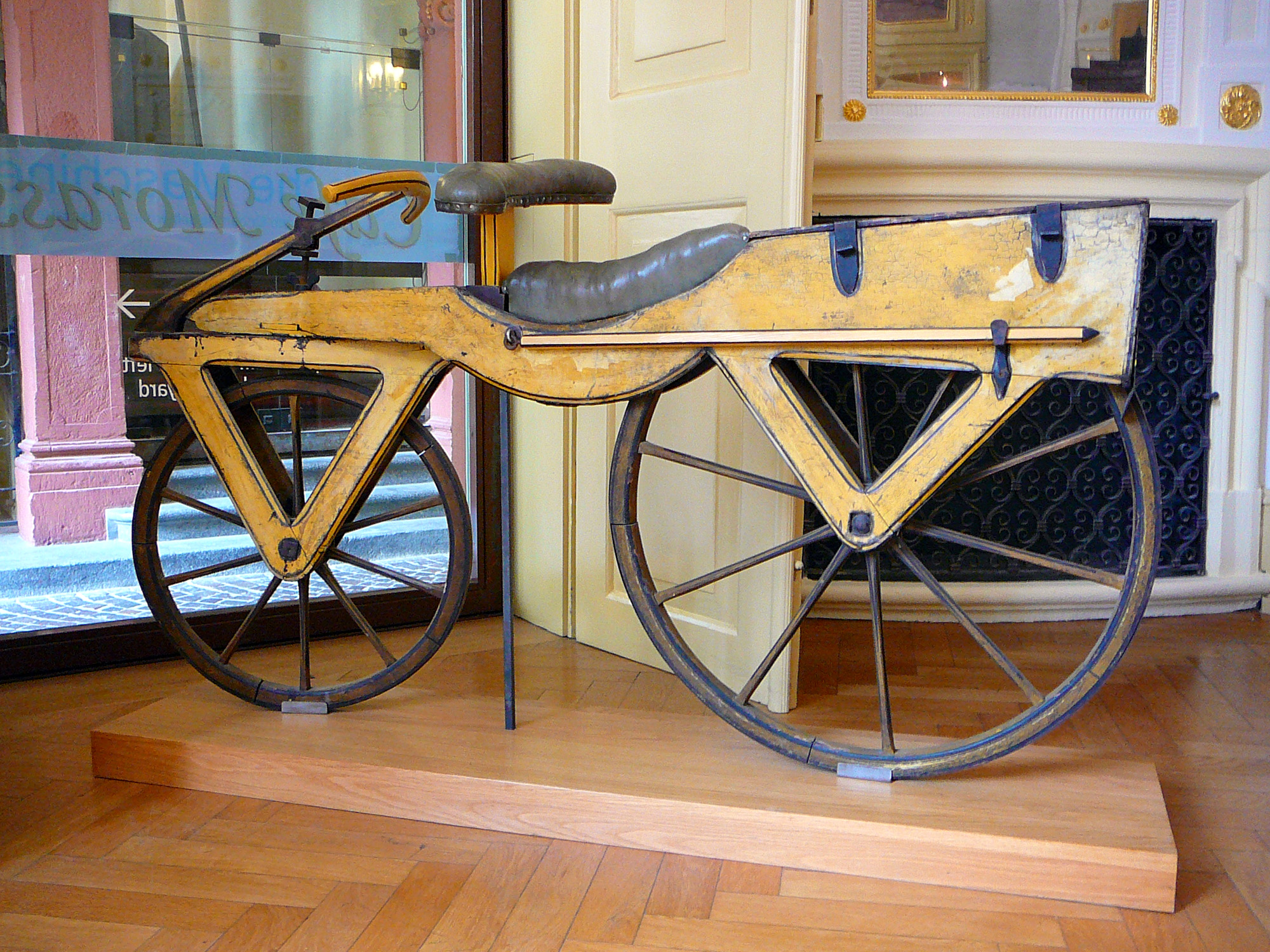
Draisina

Nel 1790 nasce il celerifero del Conte Mede de Sivrac, di legno, senza sterzo e catena, con avanzamento a spinta. La draisina di Von Drais (barone tedesco) risale invece al 1818 ed era costituita da un manubrio per dirigere la ruota anteriore e un sellino; l'avanzamento era sempre a spinta, così come il materiale: il legno. La prima "vera" bicicletta fu inventata verso il 1839 da un maniscalco scozzese: Kirkpatrick Mac Millan e consisteva in una "draisienne migliorata", alla quale Mac Millan aveva installato un sistema abile di pedali. Contrariamente alla draisienne, diventava possibile rotolare senza che i piedi toccassero il suolo.
Il primo velocipede (così battezzato dal francese Michaux nel 1855) modello Michaudina aveva i pedali innestati direttamente sul mozzo anteriore, la cui ruota era molto grande (circa 3 metri). Il telaio era in ferro e il freno a pattino si trovava sulla ruota posteriore. Questa bicicletta ebbe un grande successo, e si passò dai due esemplari del 1861, ai 4 esemplari del 1865. La funzione di una ruota anteriore grande, era quella di aumentare lo spazio percorso in funzione del tempo, quindi di incrementare la velocità. L'altezza della ruota anteriore costringeva il ciclista ad usare uno scalino per poter montare in sella.

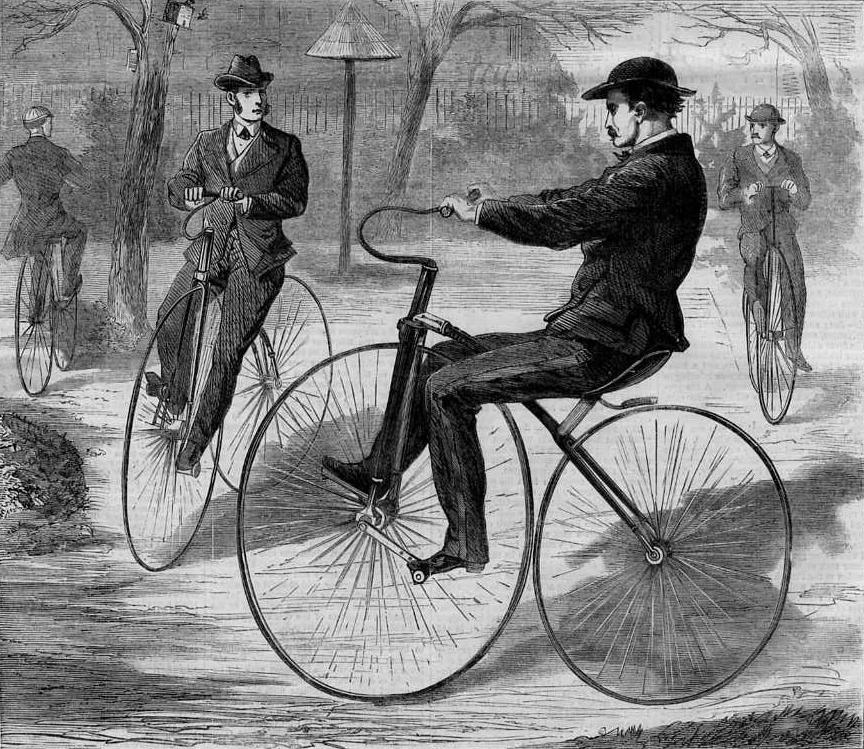
Velocipede

Durante questo periodo nacquero anche le prime corse in bicicletta, le quali avevano la funzione di promuovere questo mezzo, quindi i fini erano di tipo commerciale. Nel 1868 fecero la loro apparizione telai e forcelle di acciaio forgiato, ruote di legno cerchiate in ferro, rivestimenti delle ruote in caucciù. Nel 1869 nasce in Francia la Parigi-Rouen (prima grande corsa ciclistica su strada, da Parigi a Rouen sulla distanza di 126 chilometri, con la partecipazione di 304 concorrenti), vinta dal veterinario inglese Moor, il quale percorse la distanza a circa 15 km/h. La prima gara in Italia risale invece al 1870 (Firenze-Pistoia); 33 km percorsi in poco più di 2 ore. Intorno al 1875 apparve in Inghilterra la "grande B" detta anche "il ragno", con la ruota anteriore di 1,5 m di diametro, al cui mozzo erano posti i pedali, mentre la minuscola ruota posteriore serviva solo da punto di appoggio. La prima classica italiana (1876) fu vinta da Maghetti, che percorse 150 km da Milano a Torino.
Nel 1877 Rousseau inventa gli ingranaggi moltiplicatori applicati alla ruota anteriore, con trasmissione a catena. Tra il 1876 ed il 1879 Shergold, Vincent e Lawson applicano gli ingranaggi nella ruota posteriore. Nel 1880 a New York in America, nasce la prima 6 giorni di corsa su pista. Nel 1883 in Inghilterra Starley introdusse sulla sua "safety" la trasmissione a catena, oltre a rimettere in uso il sistema a raggi tangenziali e non perpendicolari al mozzo, per una migliore ripartizione del carico. Nel 1888 Dunlop inventa lo pneumatico; con l'arrivo dello pneumatico di Dunlop si risolse soprattutto il problema delle strade accidentate di allora, rendendo così più confortevoli e pratiche le biciclette. Tra il 1889 e il 1890, rispettivamente Michelin e Pirelli apportano delle modifiche sullo pneumatico inventato da Dunlop.

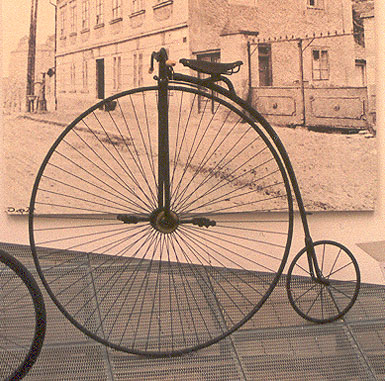
Biciclo

Nel 1890 nasce la Parigi-Brest-Parigi: 1260 km no stop da pedalare giorno e notte. Nel 1896 nasce la prima classica francese denominata Parigi-Roubaix. Nel 1897 nasce la prima ruota libera. Nel 1898 vengono installati i mozzi forniti di freni "retro-pedale" alla bicicletta. Tra il 1900 e il 1912 aumenta il numero di biciclette in Italia, fino ad arrivare a circa un milione di esemplari. Nel 1903 nasce il Tour de France che fu vinto da Maurice Garin, spazzacamino valdostano.
Sei anni dopo il primo "Tour de France", nel 1909, l'Italia si adegua e organizza il primo "Giro d'Italia" della penisola, grazie all'inventiva di Tullo Morgagni de "La Gazzetta dello Sport". 127 i corridori al via della corsa che non aveva ancora come simbolo del primato la maglia rosa e la classifica non era redatta in base al tempo impiegato da ciascun corridore, ma in base ad un punteggio assegnato al termine di ogni arrivo di tappa. E già nella prima frazione il "Giro" perse due dei probabili favoriti: il "diavolo rosso", l'astigiano Giovanni Gerbi e il francese Lucien Mazan che si faceva chiamare Petit Breton entrambi coinvolti in due differenti cadute. La classifica finale vide primeggiare Luigi Ganna che precedette di due punti Carlo Galetti e di 15 Giovanni Rossignoli. Infine, nel 1912 nasce il professionismo.

## Tipologie

### Trasporto

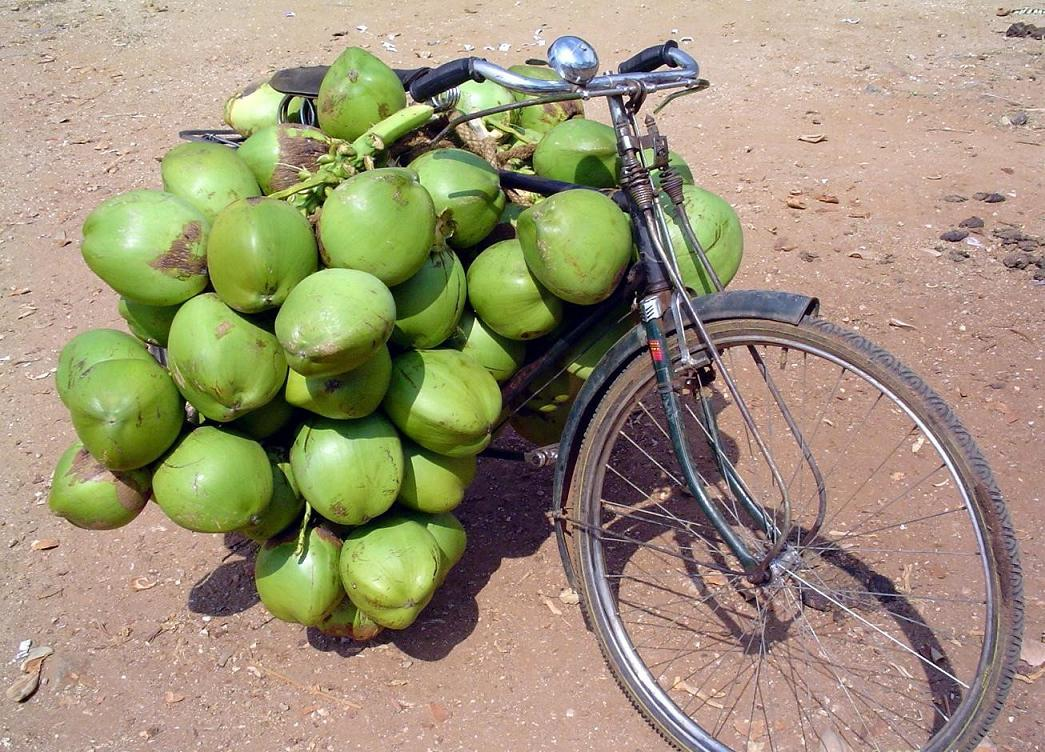
Noci di cocco su bicicletta

L'uso trasportistico della bicicletta ha luogo, soprattutto in aree urbane, sia per gli spostamenti di persone che in attività commerciali, per il trasporto merci.
La bicicletta ha storicamente costituito uno dei pochi modi per spostare persone e merci a disposizione delle classi meno agiate. Lo sviluppo economico, a partire dalla seconda metà del XX secolo, ha portato a un'importante diffusione dell'automobile, che ha in gran parte soppiantato l'uso della bicicletta come mezzo di trasporto. Con l'aumento del traffico urbano, tuttavia, il raggiungimento, soprattutto nei territori fortemente urbanizzati, dei limiti di sviluppo del trasporto motorizzato, l'utilizzo della bicicletta è ridivenuto concorrenziale: a suo favore anche l'estrema economicità rispetto agli altri mezzi e l'impatto ambientale praticamente nullo.

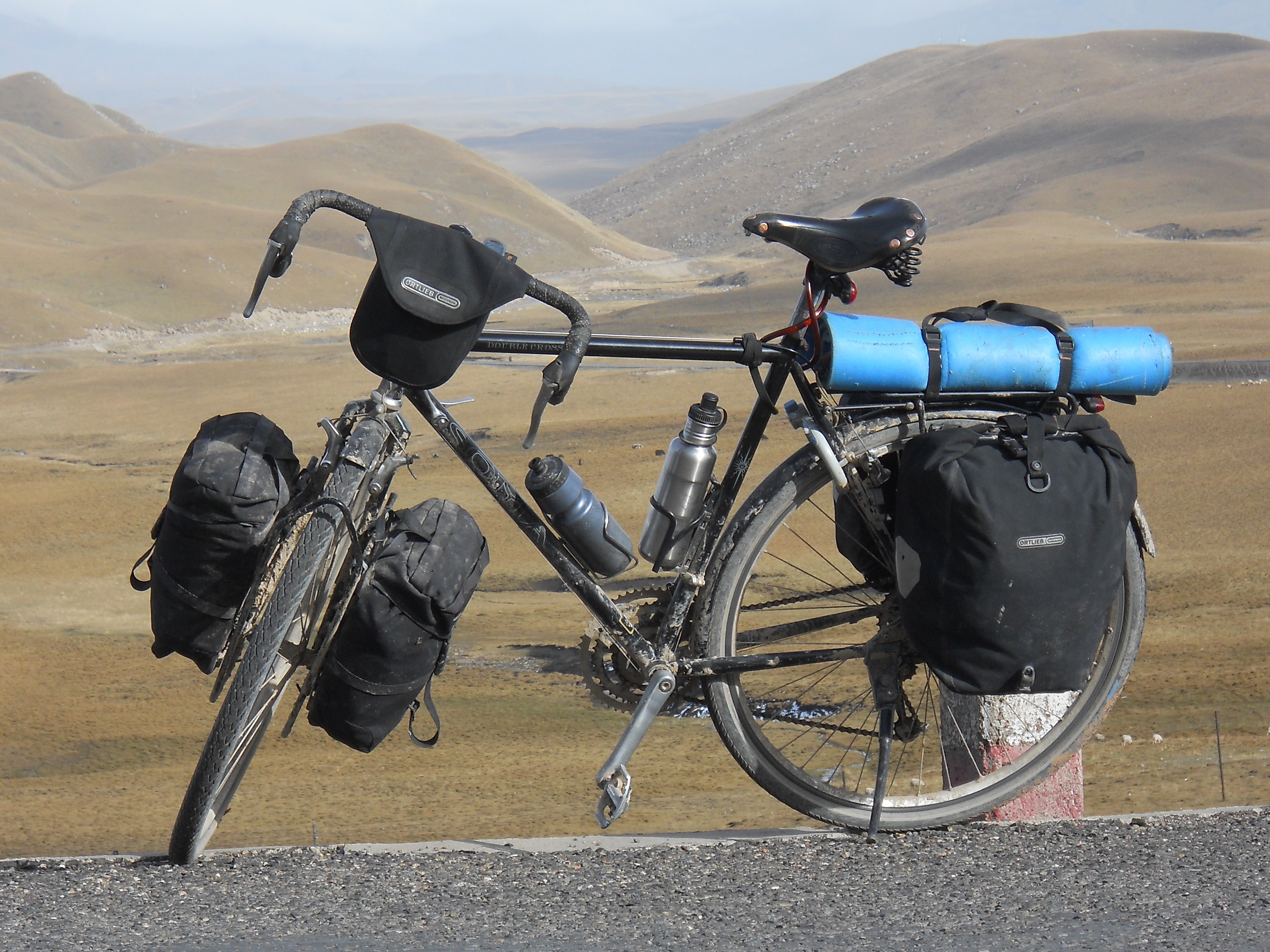
Bicicletta per cicloturismo in Tibet

Storicamente un uso molto diffuso della bicicletta è stato quello nel servizio postale, ridottosi nel corso della crescente motorizzazione ed in nuova espansione. Anche l'uso della bicicletta nei corpi delle forze dell'ordine ha avuto un decorso simile: forte nella prima metà del ventesimo secolo, poi quasi abbandonato, è in forte ritorno in concomitanza con le limitazioni al traffico motorizzato, la congestione e le pedonalizzazioni. Infine, un aspetto trasportistico-commerciale per il trasporto di persone è quello dei velotaxi, tipici dei centri storici, sovente chiusi al traffico, di molte città europee.

### Ricreazione
L'uso ricreativo della bicicletta è diffuso in ogni età. Il cicloturismo è uno sviluppo moderno in forma di gite e viaggi di varia durata, esplorazioni o visite su distanze più o meno lunghe. Si tratta di un modo di viaggiare particolarmente economico, generalmente estraneo ai consueti itinerari del turismo di massa.

### Scopi militari

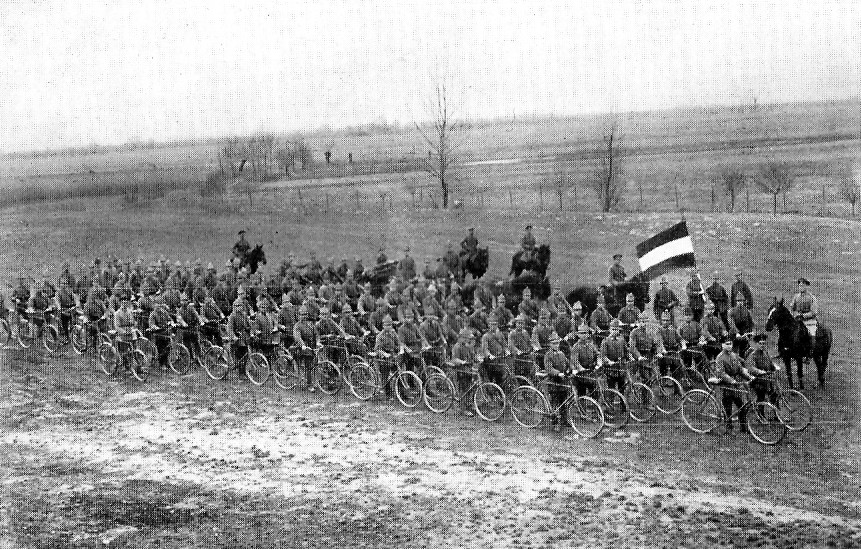
Fanteria tedesca in bicicletta durante la prima guerra mondiale

La fanteria in bicicletta ha costituito, tra il XIX e il XX secolo, una delle specialità della fanteria. Suddivisi in reparti organici, e armati di moschetti e di mitragliatrici, i fanti in bicicletta potevano coprire 80–90 km al giorno e trovare utilità sia in fase prebellica che in combattimento.
In fase prebellica avevano numerosi impieghi: coadiuvare la cavalleria nelle fasi esplorative e di studio del nemico, sostenere, nelle fasi di inizio ostilità, le truppe di copertura e contribuire alla protezione di grandi unità ferme, ma anche formare servizio di pattuglia e dare aiuto logistico (collegamenti e trasmissione di notizie). In fase di combattimento, invece, in cooperazione con la cavalleria, agivano come i normali reparti di fanteria, caratterizzandosi però per azioni rapide e a sorpresa contro il fianco e le spalle del nemico. In tale ottica rientrano la rapida occupazione di punti avanzati di importanza strategica, l'inseguimento del nemico sconfitto e il suo trattenimento per agevolare la ritirata delle proprie truppe.
L'ultimo paese ad avere truppe in bicicletta è stata la Svizzera, che ha soppresso quel tipo di reparti nel 2003.

### Sport

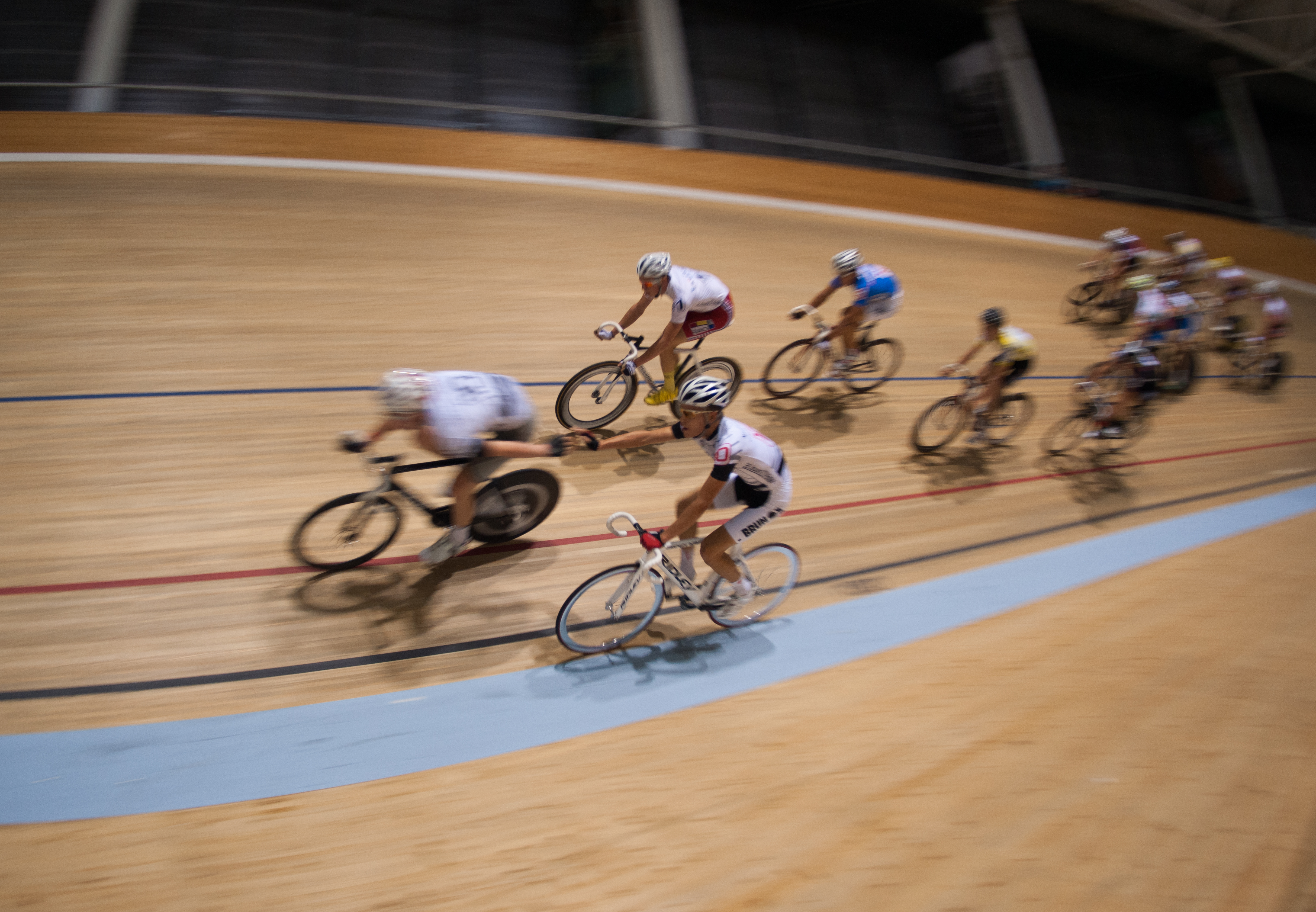
Una competizione su pista

Le competizioni di ciclismo sono parte integrante di questa disciplina. Nate negli ultimi decenni del XIX secolo, si sono storicamente distinte in tre discipline principali: il ciclismo su pista, praticato all'interno dei velodromi, il ciclismo su strada, praticato sulle comuni strade, e il ciclocross, praticato fuori strada. Dagli anni settanta e ottanta ha avuto molta diffusione anche il mountain bike. Sono poi riconosciute anche le specialità della BMX, del trial, del ciclismo indoor e del paraciclismo.
Il ciclismo è sport olimpico dal 1896, anche se solo dal 1984 sono ammesse nel programma le gare femminili. Al 2012 rientrano nel programma olimpico quattro discipline: il ciclismo su pista, il ciclismo su strada, il mountain biking e la BMX. Le competizioni sono regolate e coordinate dall'Unione Ciclistica Internazionale attraverso le organizzazioni continentali e nazionali.